# Fallceon sonora
Fallceon sonora är en dagsländeart som först beskrevs av Allen och Murvosh 1987.  Fallceon sonora ingår i släktet Fallceon och familjen ådagsländor. Inga underarter finns listade i Catalogue of Life.